# Tales of a Grandfather
Tales of a Grandfather è una serie di libri sulla storia della Scozia, scritto da Sir Walter Scott, che in origine lo voleva per suo nipote. I libri sono stati pubblicati tra il 1828 e il 1830, da A & C Black. Nel XIX secolo, lo studio della storia scozzese si é concentrato principalmente sulle tradizioni culturali e, quindi, nei libri di Scott, mentre la cronologia degli eventi è accurata, molti aneddoti sono storie popolari o invenzioni.

## Composizione
Nel Maggio 1827, Scott ebbe l'idea di scrivere la Storia della Scozia, indirizzata al nipote di sei anni, John Hugh Lockhart. Il progetto fu in parte ispirato dal successo del romanzo di John Wilson Croker Stories Seleced from the History as England.
La Prima Serie comprendeva il periodo tra il regno di Macbeth (1033) e l'Unione delle Corone (1603) e fu pubblicata nel dicembre 1827, con l'intenzione di introdurla al mercato di Natale. Le vendite erano talmente elevate che, prima della fine del mese, Cadell aveva già ordinato un'edizione riveduta e ampliata.
Nel maggio 1828, Scott ha deciso di scrivere una Seconda Serie di Racconti. Terminò la serie sull'Unione di Inghilterra e Scozia (1707), che fu completata nel settembre 1828 e pubblicata due mesi dopo. La Terza Serie uscì nel dicembre 1829.
Nel luglio 1830, accettò di scrivere una quarta serie sulla storia francese da Carlo Magno a Luigi XIV. Pubblicata nel dicembre 1830, la quarta serie fu accolta dal pubblico come le serie precedenti.

## Ricezione
Il successo dei Racconti è stato accompagnato da un'approvazione critica quasi unanime. In particolare, secondo la rivista Ateneo, i Racconti sono stati riconosciuti come un passo importante per incoraggiare gli scrittori a scrivere per i bambini. Scott è stato ampiamente elogiato per essere obiettivo nei confronti delle diverse fazioni politiche. Tuttavia, Walter Scott, è stato criticato per aver tratto lezioni morali non sufficientemente chiare dagli eventi descritti (ad esempio da Andrew Bisset in Westminster Review). L'Edinburgh Literary Journal ha accusato Scott di evitare argomenti controversi per guadagnare popolarità.
Il manoscritto incompleto della quinta serie è stato recentemente pubblicato dalla University of Illinois Press (1996).

## Pubblicazione
Prima Edizione
- Scott, Walter, Sir. Tales of a Grandfather; Being Stories Taken from Scottish History (Racconti di un nonno; Storie tratte dalla storia scozzese). Umilmente dedicato a Hugh Littlejohn, Esq. In tre volumi. Vol. I[II-III]. Stampato per Cadell e Co. Edimburgo; Simpkin e Marshall, Londra; e John Cumming, Dublino. 1828.
- Scott, Walter, Sir. Tales of a Grandfather; Being Stories Taken from Scottish History (Racconti di un nonno; Storie tratte dalla storia scozzese). Umilmente dedicato a Hugh Littlejohn, Esq. In tre volumi. Vol. I[II-III]. Seconda Serie. Stampato per Cadell e Co. Edimburgo; Simpkin e Marshall, Londra; e John Cumming, Dublino. 1829
- Scott, Walter, Sir. Tales of a Grandfather; Being Stories Taken from Scottish History (Racconti di un nonno; Storie tratte dalla storia scozzese). Umilmente dedicato a Hugh Littlejohn, Esq. In tre volumi. Vol. I[II-III]. Terza Serie. Stampato per Cadell e Co. Edimburgo; Simpkin e Marshall, Londra; e John Cumming, Dublino. 1830.
- Scott, Walter, Sir. Tales of a Grandfather; Being Stories Taken from Scottish History (Racconti di un nonno; Storie tratte dalla storia scozzese). Dedicato a John Hugh Lockhart. In tre volumi. Vol. I[II-III]. Stampato per Robert Cadell. Edimburgo; Whittaker e Co., Londra; e John Cumming, Dublino. 1831.